# Yolanda a Austriei
Arhiducesa Yolande a Austriei (n. Prințesa Yolande Marie Jeanne Charlotte de Ligne; n. 6 mai 1923, Madrid, Noua Castilie⁠(d), Spania – d. 13 septembrie 2023, Regiunea Capitalei Bruxelles, Belgia) a fost o prințesă austriacă și soția arhiducelui Carl Ludwig al Austriei.

## Familie
Yolande s-a născut la Madrid ca a doua fiică a lui Eugène, al 11-lea prinț de Ligne și a soției sale Philippine de Noailles (1898–1991). Tatăl ei a fost ambasadorul Belgiei în India între 1947 și 1951, ambasador în Spania între 1951 și 1958 și șeful uneia dintre cele mai influente familii nobiliare din Belgia din punct de vedere istoric. A murit în 1960.
Fiecare dintre cei doi frați ai lui Yolande au devenit Prințul de Ligne (Baudouin, al 12-lea Prinț de Ligne și Antoine, al 13-lea Prinț de Ligne). Antoine este tatăl lui Michel, al 14-lea Prinț de Ligne și al Prințesei Christine, soția prințului Antônio de Orléans-Braganza (al doilea în linie la defunctul tron brazilian). Fiica cea mică a lui Antoine poartă numele lui Yolande.

## Biografie

### Căsătoria și copii
La 17 ianuarie 1950, la Château de Belœil, Belgia (sediul familiei Casei de Ligne), Yolande s-a căsătorit cu arhiducele Carl Ludwig al Austriei (1918–2007). Cel de-al cincilea copil al ultimului împărat al Austriei, Carol I și soția sa, Zita de Bourbon-Parma, Carl Ludwig și Yolande au fost iubiți din copilărie. Invitații la nuntă au fost fratele cel mai mare al lui Carl Ludwig, prințul moștenitor Otto (pretendent la tronul Habsburgilor), precum și membri ai altor o jumătate de duzină de familii regale; reprezentanți ai familiei regale belgiene nu au participat însă. Cuplul a plecat în luna de miere în Florida, stabilindu-se în cele din urmă în New York City, unde Carl Ludwig a lucrat pentru Fundația Rockefeller.
Au avut patru copii:
- Arhiducele Rudolf (n. 1950), s-a căsătorit cu baroneasa Hélène de Villenfagne de Vogelsanck (n. 1954) la Bruxelles la 3 iulie 1976, familia lor luându-și apoi reședința în Belgia.[8] La 29 mai 1978, el și copiii săi și descendenții săi de linie masculină au fost încorporați în nobilimea Belgiei prin scrisori regale patentate cu stilul Alteței Serene și titlul ereditar „Prinț de Habsburg-Lorena”.[8]
- Arhiducesa Alexandra (n. 1952); căsătorită cu ambasadorul chilian la Sfântul Scaun Héctor Riesle Contreras. Au trei copii.
- Arhiducele Carl Christian (născut în 1954) s-a căsătorit cu Prințesa Marie Astrid a Luxemburgului la 6 februarie 1982 la Luxemburg. Au cinci copii.
- Arhiducesa Maria Constanza (născută în 1957) s-a căsătorit cu Franz Josef, prințul von Auersperg-Trautson . Au patru fiice.

Yolande a împlinit 100 de ani pe 6 mai 2023 și a murit la Bruxelles pe 13 septembrie.